# Средњобосанске бригаде НОВЈ
Током Народноослободилачке борбе народа Југославије, од 1941. до 1945. године у оквиру Народноослободилачке војске Југуославије формирано је укупно шест бригада на подручју средње Босне, од којих су 14, 18. и 19. носиле назив средњобосанске, док су 7, 9. и 17. бригада задржале назив крајишких.
Све три бригаде носиле су назив ударна.

## Списак средњобосанских бригада
| назив                                     | датум формирања    | место формирања | одликовања |
| ----------------------------------------- | ------------------ | --------------- | ---------- |
| Четрнаеста средњобосанска ударна бригада  | 16. октобар 1943.  | рејон Прњавора  | ОЗН и ОБЈ  |
| Осамнаеста средњобосанска ударна бригада  | јун 1944.          | околина Кулаша  | ОЗН        |
| Деветнаеста средњобосанска ударна бригада | 7. септембар 1944. | рејон Тешња     | ОЗН        |